# Riudecols (kommunhuvudort)
Riudecols är en kommunhuvudort i Spanien.   Den ligger i provinsen Província de Tarragona och regionen Katalonien, i den östra delen av landet, 400 km öster om huvudstaden Madrid. Riudecols ligger 318 meter över havet och antalet invånare är 1 093.
Terrängen runt Riudecols är huvudsakligen kuperad, men åt sydost är den platt. Runt Riudecols är det tätbefolkat, med 459 invånare per kvadratkilometer. Närmaste större samhälle är Reus, 11,0 km öster om Riudecols. 